# غاطسة

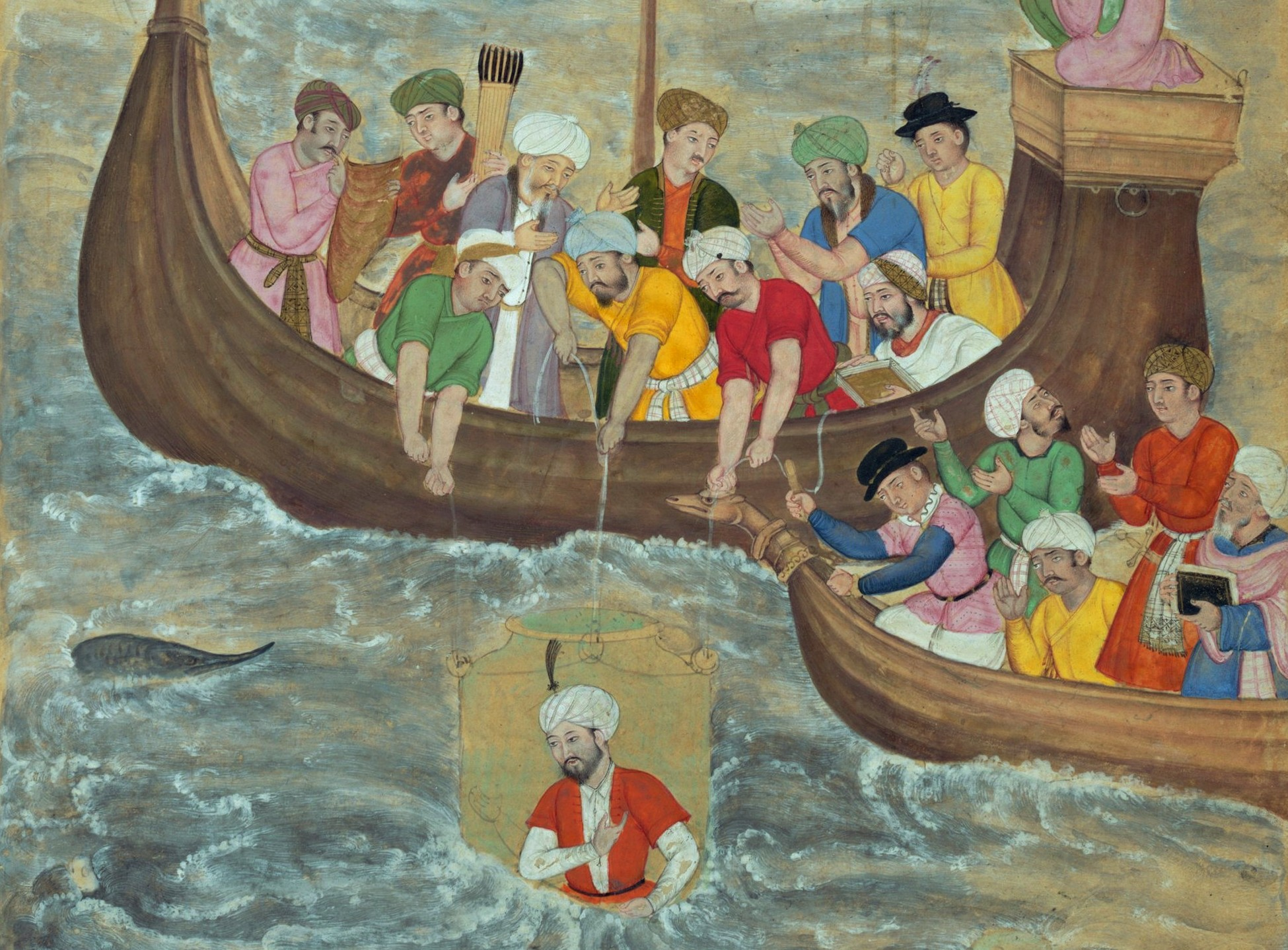
رسمة إسلامية من العصر السادس عشر تصور الإسكندر الأكبر داخل وعاء زجاجي -غاطسة- ويتم إنزاله في الماء.

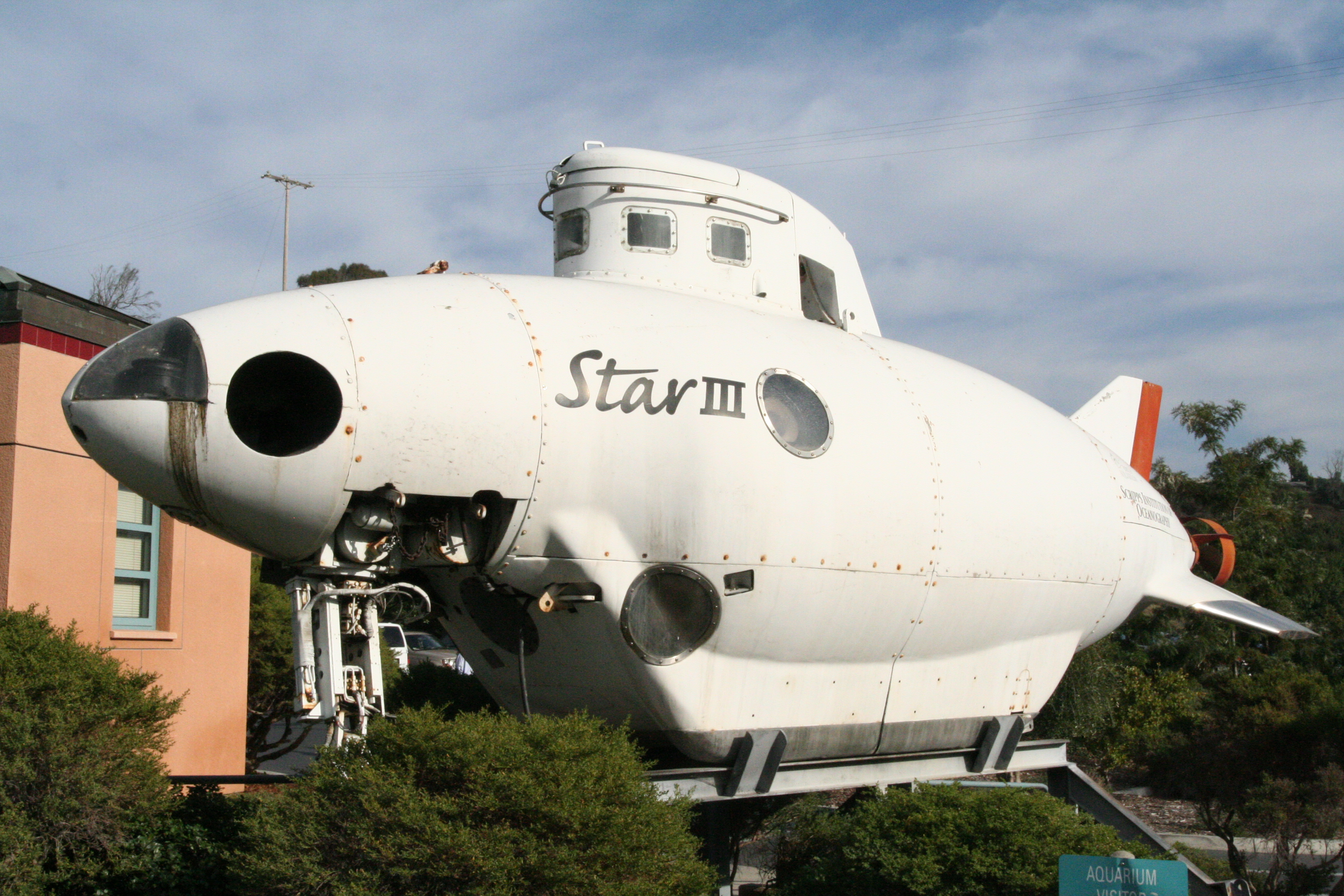
الغاطسة "النجم الثالث" تم إحالتها للتقاعد في معهد سكريبس لعلوم المحيطات

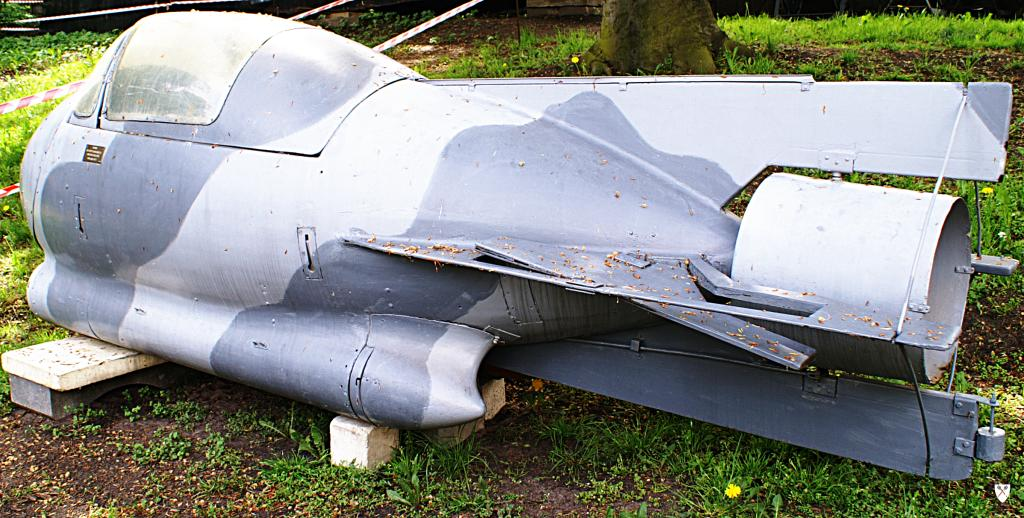
الغاطسة Błotniak

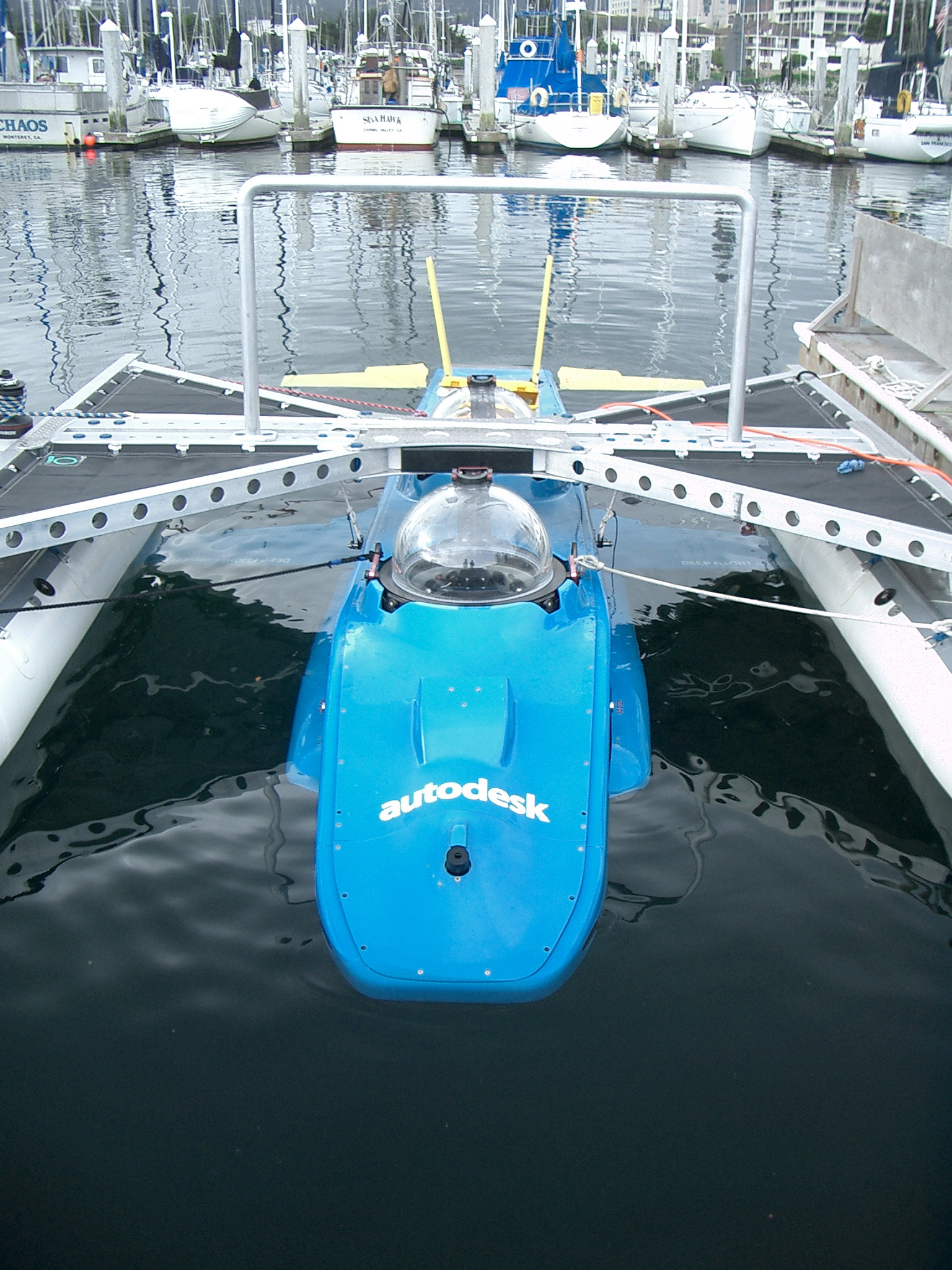
غاطسة تجريبية يتم تجهيزها للنزول في خليج مونتيري من شركة DeepFlight. تصميمها الغريب يجعلها تطير تحت الماء كطائرة بدلاً من استخدام الثقل مثل المناطيد. المصمم غراهام هوكس يعتقد أن التصميم المختلف هذا يمكن أن يجعلها تصل إلى أعمق قعر في المحيط.

الغاطسة  أو الغطَّاسة هي مركبة صغيرة مصممة للعمل تحت الماء. مصطلح الغاطسة غالبا ما يستخدم لتمييزها عن غيرها من المركبات التي تعمل تحت الماء والمعروفة باسم الغواصات، حيث أن الغواصة تعتبر مركبة مستقلة بذاتها تماما وقادرة على تجديد الطاقة والهواء اللازم للتنفس فيها، بينما الغاطسة غالباً تكون مدعومة بسفينة عائمة أو منصة تشغيل أو فريق يديرها من على اليابسة أو في بعض الأحيان تكون جزء من غواصة أكبر تديرها. في العموم فإن العامة من الناس قد يستخدمون كلمة غواصة لوصف مركبة هي بالتعريف التقني ليست سوى غاطسة. هناك أنواع عديدة من الغاطسات تشمل الغاطسات بطاقم والغاطسات دون طاقم وتعرف الأخيرة بمسمى آخر وهو «المركبات التي تدار عن بعد». للغاطسات استخدامات عديدة في جميع أنحاء العالم، مثل استخداماتها في علم المحيطات واستكشاف الآثار تحت الماء والتنقيب في المحيطات، هذا بالإضافة لاستخدامها في مغامرات ماتحت الماء والصيانة والإصلاح والتصوير.

## التاريخ
صمّم الأمريكي ديفيد بوشنل أول غاطسة في 1775 لتوصيل المتفجرات إلى سفن العدو خلال حرب الاستقلال الأمريكية. كانت الغاطسة تعرف باسم «سلحفاة بوشنل» حيث كانت سفينة تأخذ الشكل البيضاوي ومصنوعة من الخشب والنحاس، وفي داخلها خزانات مليئة بالماء لجعلها تغوص ثم يمكن لاحقاً إفراغها باستخدام مضخة يدوية لتمكينها من العودة إلى السطح. يستخدم مشغلها مرفقان يدويان (مقابض تحرك بشكل دائري) لتحركيها عموديا أو أفقيا تحت الماء. كانت المركبة تملك نوافذ زجاجية علوية وخشب يعطي إنارة طبيعية ملصق على الأجهزة بحيث يمكن القراءة في الظلام داخلها.
سلحفاة بوشنل تم إطلاقها للخدمة لأول مرة  في السابع من سبتمبر عام 1776 في ميناء نيويورك لتنفذ هجوما على السفينة البريطانية «إتش إم إس إيقل» (HMS Eagle). قام بإدارة المركبة آن ذاك الرقيب إزرا لي حيث نجح في جلب «السلحفاة» أسفل السفينة لكنه فشل في إلصاق المتفجرات عليها بسبب التيار المائي القوي حينها.

## التشغيل
الفرق التقني الرئيس بين «الغاطسة» و«الغواصة»، بغض النظر عن الحجم، هو أن الغاطسات ليست مستقلة بذاتها وقد تعتمد على دعم من منشأة أو سفينة  لتجديد الطاقة وغازات التنفس. الغاطسات عادة لها مدى أقصر وتعمل  بشكل أساسي تحت الماء لأن وظائفها في الأغلب قليلة على السطح.[بحاجة لمصدر] بعض الغاطسات تكون مربوطة لمنصة الخدمة برباط يشبه «الحبل السري»، لتبقى متصلة مع المنشأة الأم (غواصة أو سفينة أو منصة). الغاطسات استطاعت بتاريخها على الغوص لأكثر من 10 كم (6 ميل) تحت سطح الماء.
الغاطسات قد تكون صغيرة نسبيا ويمكنها حمل طاقم صغير جداً وليس فيها مرافق للمعيشة.
عادة فإن الغاطسة تكون ممتازة في التنقل وهذا بسبب المرواح الدافعة فيها أو المضخة النفاثة.

## التقنيات
هناك ثلاثة تقنيات أساسية مستخدمة في تصميم الغاطسات. غاطسات ذو محيط هوائي منفرد وتملك هيكل تم إعطاءه الضغط المناسب بحيث يتنفس الركاب عند الضغط الجوي القياسي. وهذا يتطلب أن يتحمل الهيكل الضغط العالي الذي يأتي من الماء خارج الهيكل وهو مايكون أكبر بعدة مرات من الضغط الداخلي.
وهناك تقنية أخرى تسمى الضغط المحيط  وهذا يحافظ على نفس الضغط داخل وخارج المركبة على حد سواء، هذا النوع يقلل من الضغط الذي يمكن للهيكل تحمله.
ويوجد تقنية ثالثة تعرف باسم «المركبة المبللة» وهي ما تشير إلى المركبات التي قد تكون مغلقة أو لا، ولكن في كلتا الحالتين فإن المياه قد تغمر المكونات الداخلية لذا فإنه يتم استخدام معدات الغوص لتسهيل التنفس. في النوعين السابقين، الغاطسات ذوات المحيط الهوائي المنفرد والضغط المحيط فإنه لا حاجة لاستخدام معدات الغوص والركاب يمكنهم التنفس بشكل طبيعي دون ارتداء أي أجهزة إضافية.

## غاطسات بركاب لعمق بعيد

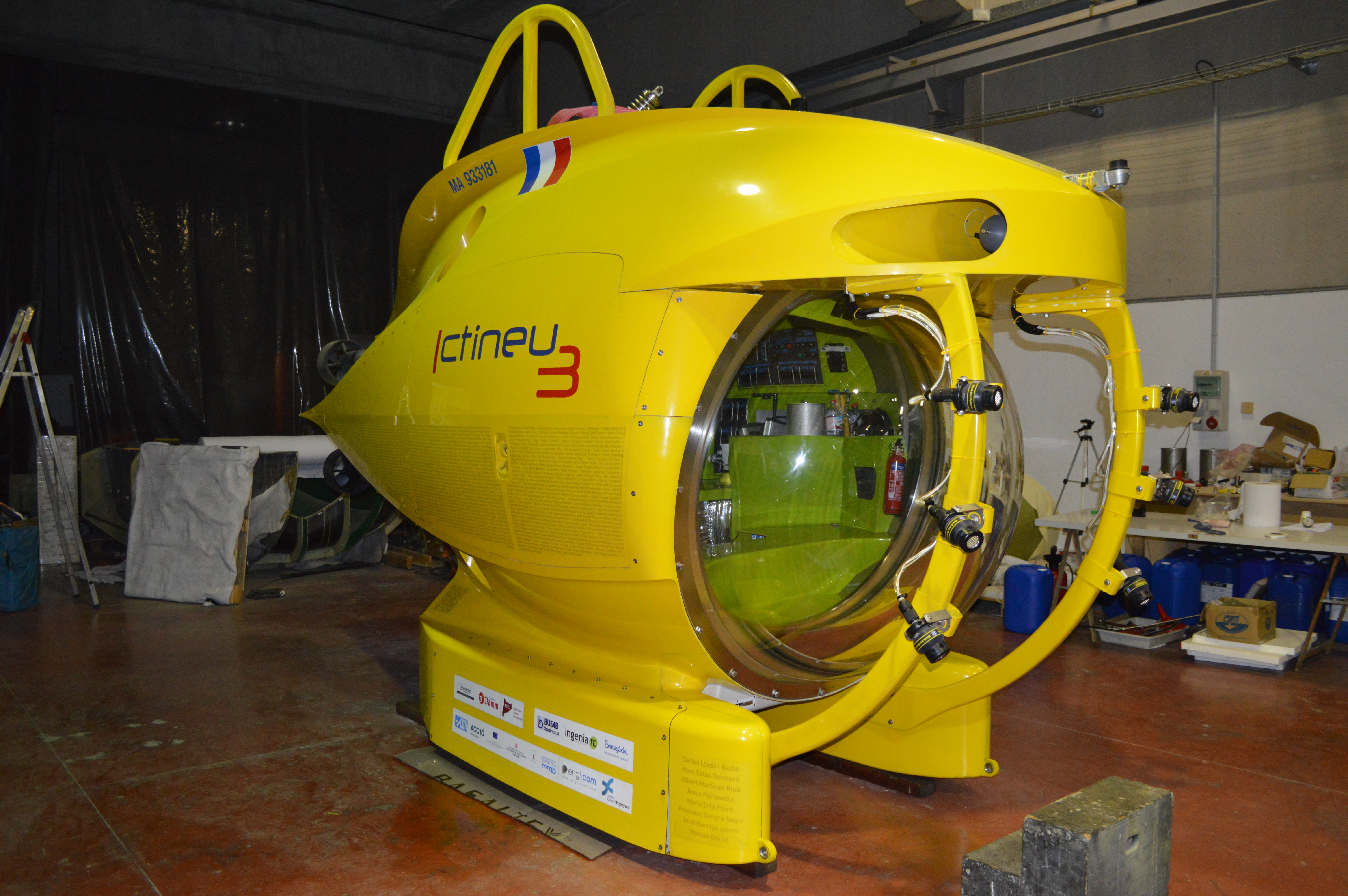
غاطسة Ictineu 3 هي غاطسة براكب مع نافذه كبيرة شبة كروية من زجاج الاكريليك قادرة على الوصول إلى عمق 1200 م (3,900 قدم).

بعض الغاطسات قادرة على الوصول غوصاً إلى أعماق كبيرة، فالغاطسة «باثي سكيف تريستي» (Bathyscaphe Trieste) كانت أول من وصل إلى أعمق جزء في المحيط، حوالي 11 كم (7 ميلا) تحت سطح الماء، في الجزء السفلي من خندق ماريانا في عام 1960.
أما في الصين وفي مشروعها «غاطسة جيولونغ» (Jiaolong) عام 2002 أصبحت هي البلد الخامس التي ترسل رجلاً حتى 3500 متر تحت سطح الماء بعد الولايات المتحدة وفرنسا وروسيا واليابان. في 22 يونيو 2012، قامت الغاطسة جيولونغ (Jiaolong) بتسجيل رقم قياسي عندما قامت الغاطسة ذات الثلاث ركاب بالغوص حتى 22,844 قدم (6,963 متر) في المحيط الهادئ.
وضمن الغاطسات المعروفة جيداً بطول مدة عملها بالمجال، المركبة البحثية للغوص البعيد، «دي إس في ألفين» (DSV Alvin) والتي يمكنها حمل 3 ركاب إلى عمق يصل حتى 4500 متر (14,800 قدم). المركبة «ألفين» تملكها بحرية الولايات المتحدة و يديرها معهد وودز هول لعلوم المحيطات، وقامت منذ عام 2011 بأكثر من 4400 غطسة.
قام جيمس كاميرون الكندي المشهور في عالم السينما بتسجيل رقم قياسي باستخدام الغاطسة ذات الركاب «ديب سي تشالنجر» للغوص لعمق «تشالنجر ديب» وهي أعمق نقطة معروفة في خندق ماريانا وذلك في 26 مارس 2012 ووصل لعمق 10,908 متر (35,787 قدم).

## مركبات بحرية ذات تحكم عن بعد
الغاطسات الصغيرة التي لاتحمل ركاب تسمى «المركبات البحرية ذات التحكم عن بعد» (الاختصار بالإنجليزية: MROVs، للجملة: marine remotely operated vehicles) وتستخدم في يومنا هذا على نطاق واسع للأعمال التي تكون في عمق بعيد جداً أو خطر جدا على الغواصين.
المركبات ذات التحكم عن بعد تستخدم لإصلاح منصات النفط البحرية وربط كابلات الرفع على السفن الغارقة لرفعها. هذه المركبات التي تعمل عن بعد يتم ربطها بما يشبه الحبل السري (كيابل سميكة توفر الطاقة وقابلية الاتصال) بمركز السيطرة على السفينة. المشغلون الذين يديرون الغاطسة يستطيعون رؤية بث فيديو مُرسل من الروبوت ويمكنهم التحكم في المراوح والأذرعة. حطام تيتانيك تم اكتشافه بواسطة واحدة من هذه المركبات وكذلك بمركبة غطس ذات ركاب.